# Smrk na Moravě

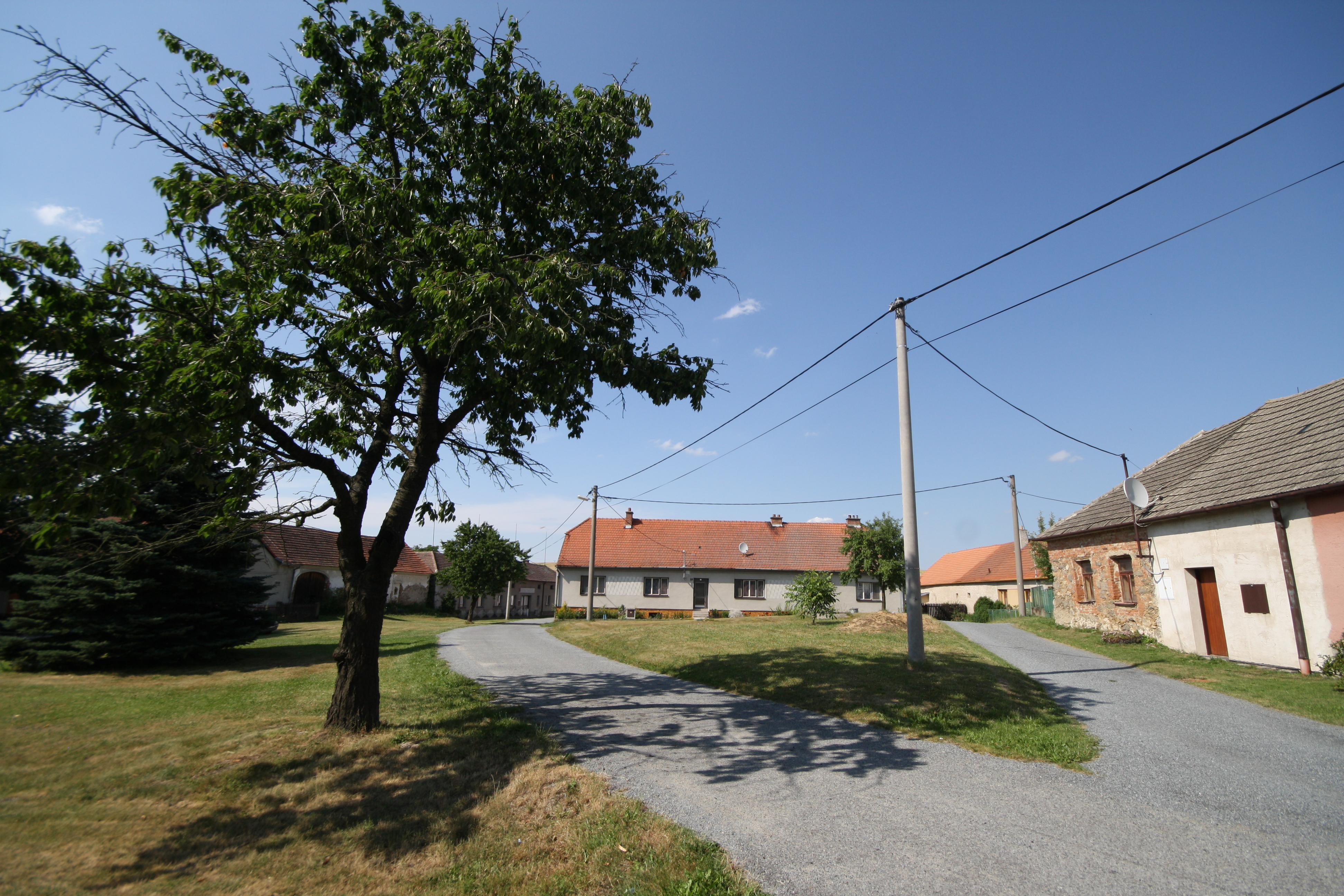
Dorfplatz

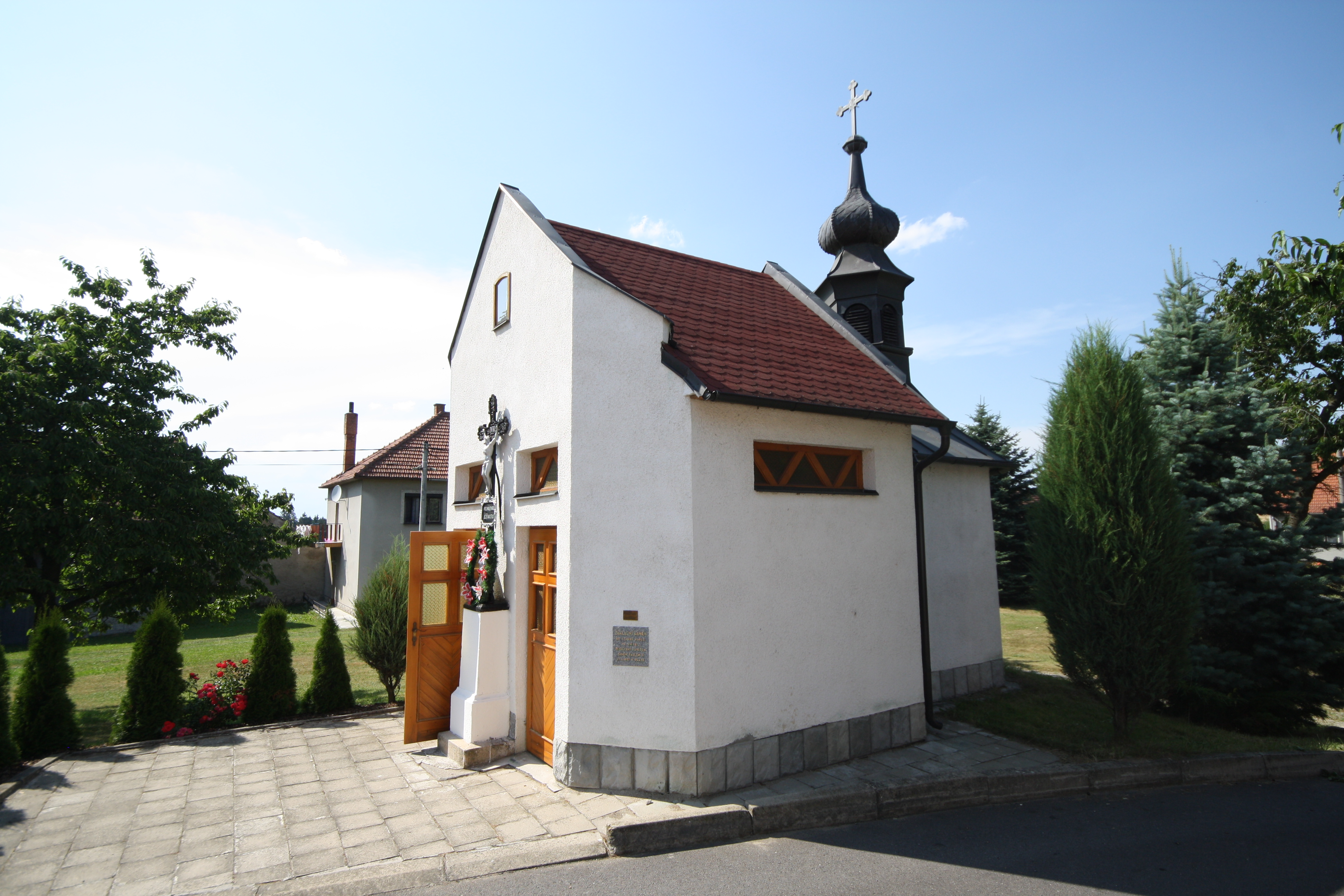
Kapelle Herz Mariä

Smrk (deutsch Smrek) ist eine Gemeinde in Tschechien. Sie liegt neun Kilometer östlich von Třebíč und gehört zum Okres Třebíč.

## Geographie
Smrk befindet sich auf einer Hochfläche linksseitig über dem Tal des Baches Mlýnský potok im Krischanauer Bergland (Křižanovská vrchovina) im Süden der Böhmisch-Mährischen Höhe. Östlich des Dorfes erhebt sich die Kuppe Na stráži (481 m n.m.), im Norden die Na krochotech (491 m n.m.). Gegen Osten liegen die Pozďatíner Teiche.
Nachbarorte sind Kojatín im Norden, Pozďatín im Nordosten, U Nádraží und Strojatín im Osten, Studenec und Jindřichův Dvůr im Südosten, Vladislav im Süden, Hostákov im Westen sowie Opatský Mlýn und Valdíkov im Nordwesten.

## Geschichte
Die erste schriftliche Erwähnung von Smrk erfolgte im Jahre 1101 in der Gründungsurkunde des Benediktinerklosters Třebíč. Später gelangte das Dorf an weltliche Besitzer. 1555 verkaufte Vratislav von Pernstein das Dorf an Ulrich von Lomnitz auf Meseritsch und Namiest. Im Jahre 1752 erwarben die Grafen Haugwitz die Grafschaft Namiescht.
Im Jahre 1842 bestand das im Znaimer Kreis auf einem Hügel gelegene Dorf Smrk aus 31 Häusern, in denen 219 Personen lebten. Pfarr- und Schulort war Wladislau. Bis zur Mitte des 19. Jahrhunderts blieb Smrk der Fideikommissgrafschaft Namiescht untertänig.
Nach der Aufhebung der Patrimonialherrschaften bildete Smrk ab 1849 eine politische Gemeinde im Gerichtsbezirk Trebitsch. Ab 1869 gehörte das Dorf zum Bezirk Trebitsch. Die Freiwillige Feuerwehr Smrk gründete sich 1905. Im Jahre 1906 lebten in den 44 Häusern des Dorfes 272 Menschen. Beim Zensus von 1921 lebten in den 45 Häusern der Gemeinde 269 Personen, darunter 268 Tschechen. Im Jahre 1964 erfolgte die Eingemeindung von Kojatín, das Dorf wurde 1990 eigenständig.

## Gemeindegliederung
Für die Gemeinde Smrk sind keine Ortsteile ausgewiesen. Das Gemeindegebiet bildet den Katastralbezirk Smrk na Moravě.

## Sehenswürdigkeiten
- Kapelle Herz Mariä, erbaut 1850. Im Jahre 1903 erfolgten Dachreparaturen und der Turm wurde erneuert. Zwischen 1997 und 1999 erfolgte ein Umbau, zu dem Papst Johannes Paul II. 1997 bei seinem Besuch in Prag den Grundstein weihte.
- Gedenkstein für die Gefallenen des Ersten Weltkrieges